# Peplomyza litura
Peplomyza litura är en tvåvingeart som först beskrevs av Johann Wilhelm Meigen 1826.  Peplomyza litura ingår i släktet Peplomyza och familjen lövflugor. Arten har ej påträffats i Sverige. Inga underarter finns listade i Catalogue of Life.

## Bildgalleri

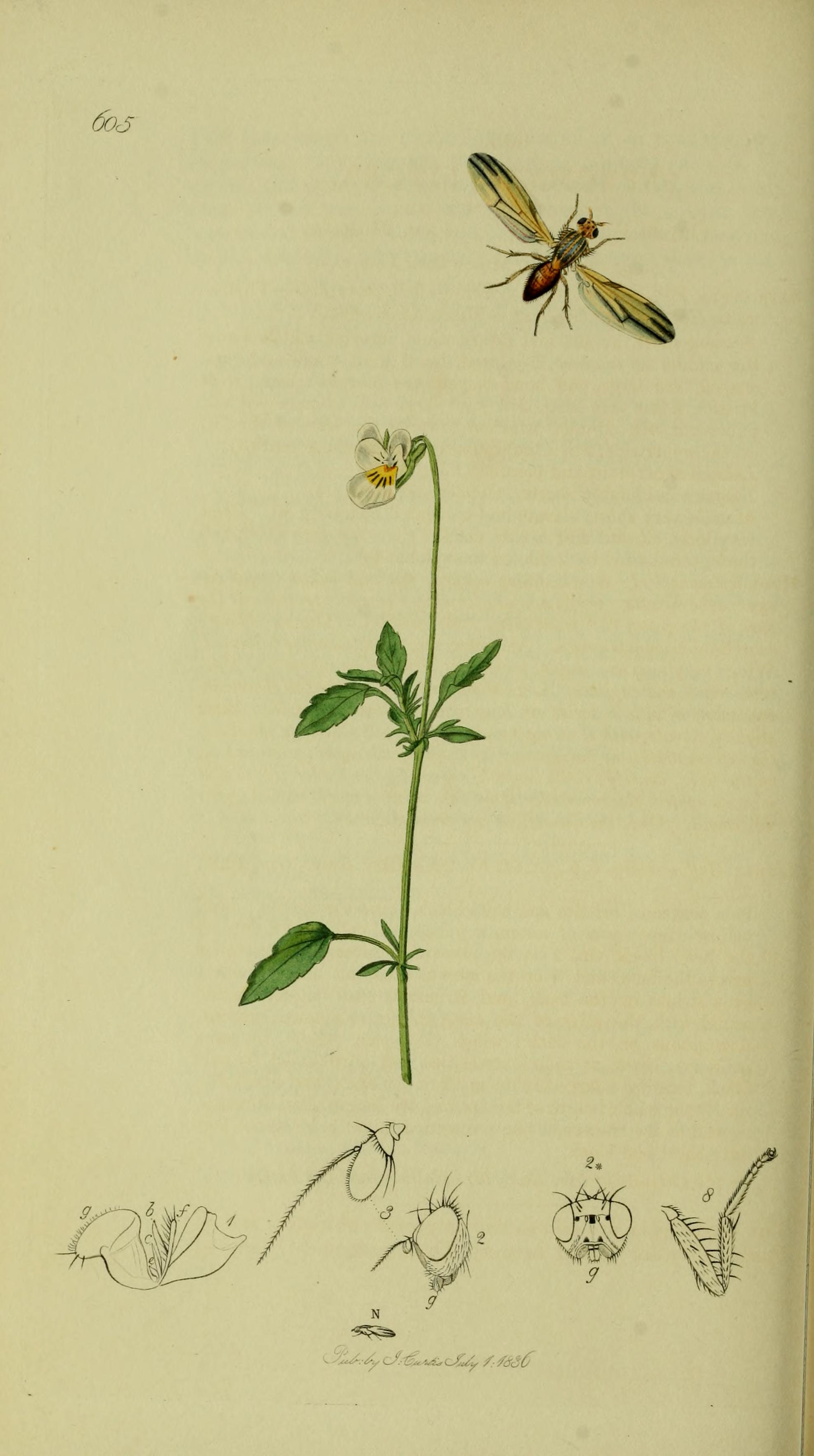